# 多数決ドラマ
多数決ドラマ（たすうけつドラマ）とは、2015年10月4日の電撃文庫 秋の祭典2015グランドフィナーレにおいて企画発表、同年11月28日より開始した、電撃文庫とniconicoによる新たなメディアミックスである。

## 概要
ニコニコ生放送の機能視聴者アンケートの結果によって、ストーリーが変わるユーザー参加型ラジオドラマ「多数決ドラマ」は、電撃文庫編集長三木一馬がニコニコ動画と何かできないかと考え、ニコニコがニコニコ生放送でのアンケート機能を使い、ゲームブックのように視聴者に選択して分岐させることを提案。これにより、多数決ドラマの企画が始動した。
ストーリーやイラストは著者、原作イラストレーターの書き(描き)下ろしである。

## 配信の流れと方法
番組の前半では、声優または企画者がMCを務め、ゲストと共に作品の紹介や大まかな分岐の説明を行う。その後、実際の多数決ドラマ本編に移り、終了後は再びスタジオに戻り、番組の感想や、視聴者からのメールの紹介をする。
本編ではストーリーの進行とともに複数の選択肢が提示され、視聴者が選択。一定時間経過後に結果が百分率で表示され、最も高いルートへ物語は進行する。このとき運営スタッフが手動で動画を選択する。なお、投票結果については、ニコニコ生放送のアンケート仕様により集計の数値を放送スタッフが操作できないため正確である。が故に第1弾の第5回配信ではアンケート結果が50%：50%の完全同数となるハプニングが発生した。
2016年10月2日の電撃文庫秋の祭典2016のサテライトステージにおいて会場及びニコニコ生放送で配信された出張版「多数決ドラマ」は、ニコ生アンケートによる投票結果だけでなく、会場の参加者の声援の大きさを含めて、スタッフの判断でルートが決定する仕組みになっていた。

## 第1弾
多数決ドラマ「俺の妹がこんなに可愛いわけがない featuring エロマンガ先生」
『エロマンガ先生が生放送で「俺の妹」のえっちなイラストを描いてくれるわけがない』
ストーリーは、イラストレーターであるエロマンガ先生の元に「俺の妹がこんなに可愛いわけがない」のヒロインが訪れ、自分のイラストを描いてもらう展開である。最初の視聴者アンケートによって出演キャラクターを選択し、その後適宜、イラストの修正をするためにアンケートを行う。
合言葉は、『レッツ談合！』。これはアンケートの多数決で決められるストーリーの分岐について、ニコニコ生放送のコメントや各種SNSにおいてみんなで話し合ってもらおうという意味である。

### キャスト
- 和泉紗霧／エロマンガ先生 - 藤田茜
- 和泉マサムネ - 声の出演なし
- 新垣あやせ - 早見沙織
- 黒猫 - 花澤香菜
- 高坂桐乃 - 竹達彩奈

### スタッフ
- 番組MC - 藤田茜
- 企画 - 伴龍一郎（ドワンゴ二次元担当）
- 企画 - 三木一馬（KADOKAWA - アスキーメディアワークス）
- シナリオ - 伏見つかさ
- 一部イラスト - かんざきひろ
- 作中イラスト - カラフル
- 映像制作 - アイウォズ・ア・バレリーナ
- 音響制作 - マジックカプセル
- 作中映像協力 - 俺の妹がこんなに可愛いわけがないプロジェクト2（OIP2）
- 作中イラスト協力 - rin

| 話数   | 配信日          | 選択キャラクター | スタジオ出演                           |
| ------ | --------------- | ---------------- | -------------------------------------- |
| 第1回  | 2015年 11月28日 | 新垣あやせ       | 藤田茜、三木一馬、伏見つかさ、伴龍一郎 |
| 第2回  | 12月11日        | 黒猫             | 藤田茜、伴龍一郎                       |
| 第3回  | 12月26日        | 高坂桐乃         | 藤田茜、伴龍一郎                       |
| 第4回  | 2016年 1月8日   | 新垣あやせ       | 藤田茜、伏見つかさ                     |
| 第5回  | 1月22日         | 黒猫高坂桐乃     | 藤田茜                                 |
| 出張版 | 10月2日         | 高坂桐乃         |                                        |

## 第2弾
多数決ドラマ「青春ブタ野郎はバニーガール先輩の夢を見ない with さくら荘のペットな彼女」
『青春ブタ野郎は文化祭ヒロインの夢を見ない』
青春ブタ野郎シリーズの主人公梓川咲太が学校の文化祭において、視聴者アンケートで選択されたヒロインをミスコンで優勝させるために奔走するストーリーである。
合言葉は、『君の選択が未来を決める！』。

### キャスト
- 梓川咲太 - 石川界人
- 桜島麻衣 - 瀬戸麻沙美
- 椎名ましろ - 茅野愛衣
- 古賀朋絵 - 東山奈央
- 牧之原翔子 - 水瀬いのり
- 国見佑真 - 内田雄馬
- 梓川かえで - 久保ユリカ

### スタッフ
- 企画 - 伴龍一郎（ドワンゴ二次元担当）
- 企画 - 三木一馬（KADOKAWA - アスキーメディアワークス）
- シナリオ - 鴨志田一
- キービジュアル＆SDイラスト - 溝口ケージ
- 作中イラスト - ガミング
- 動画制作 - NEFT FILM
- 音響制作 - マジックカプセル

| 話数  | 配信日        | 決定ルート | スタジオ出演         |
| ----- | ------------- | ---------- | -------------------- |
| 第1回 | 2016年 2月5日 | 椎名ましろ | 久保ユリカ、三木一馬 |
| 第2回 | 2月20日       | 桜島麻衣   | 瀬戸麻沙美、伴龍一郎 |
| 第3回 | 3月5日        | 牧之原翔子 | 石川界人、伴龍一郎   |
| 第4回 | 3月18日       | 古賀朋絵   | 久保ユリカ、三木一馬 |

## 第3弾
多数決ドラマ『キノの旅 -the Beautiful World- 廃墟の国』
2016年7月23日より開始された。

### キャスト
- キノ - 悠木碧
- エルメス - 斉藤壮馬
- シズ - 梅原裕一郎
- 陸 - 松田健一郎
- ティー - 佐倉綾音
- 師匠 - Lynn
- 相棒 - 興津和幸
- セーラ - 田村ゆかり
- ナレーション - 山本格

### スタッフ
- 企画 - 伴龍一郎（ドワンゴ二次元担当）
- 企画 - 三木一馬（KADOKAWA - アスキーメディアワークス）
- 脚本・原作 - 時雨沢恵一
- キービジュアル・原作イラスト - 黒星紅白
- アニメーション監督 - 小野奈々
- アートディレクション - 大川崇
- 演出・アニメーター - 長河優布美
- 音響監督 - 濱野高年
- 音響効果 - 上野励
- 録音・調整 - 安藤歩
- 音響制作 - マジックカプセル
- アニメーション制作 - NEFT FILM
- 製作 - EGG FIRM

| 話数  | 配信日         | 選択エピソード                            | スタジオ出演                     |
| ----- | -------------- | ----------------------------------------- | -------------------------------- |
| 第1回 | 2016年 7月23日 | キノとエルメス                            | 悠木碧、三木一馬、時雨沢恵一     |
| 第2回 | 8月5日         | 師匠と弟子                                | 興津和幸、伴龍一郎、時雨沢恵一   |
| 第3回 | 8月19日        | シズと陸、そしてティー師匠と弟子（2周目） | Lynn、伴龍一郎、時雨沢恵一       |
| 第4回 | 9月2日         | キノとエルメス                            | 田村ゆかり、三木一馬、時雨沢恵一 |

## 第4弾以降
第4弾は『ネトゲの嫁は女の子じゃないと思った?』が、第5弾は『いでおろーぐ!』が2017年に配信される予定となっていたが、2018年現在配信日程は未定。